# Балре
Балре (фр. Balleray) насеље је и општина у источном делу централне Француске у региону Бургундија-Франш-Конте, у департману Нијевр која припада префектури Невер.
По подацима из 2011. године у општини је живело 204 становника, а густина насељености је износила 12,69 становника/km². Општина се простире на површини од 16,08 km². Налази се на средњој надморској висини од 204 метара (максималној 375 m, а минималној 208 m).

## Демографија
| 1962. | 1968. | 1975. | 1982. | 1990. | 1999. | 2011. |
| ----- | ----- | ----- | ----- | ----- | ----- | ----- |
| 113   | 132   | 125   | 162   | 192   | 221   | 204   |

График промене броја становника у току последњих година